# 1999년 전국교육대학생 총동맹휴업
1999년 전국교육대학생 총동맹휴업은 1999년 전국의 교육대학생들이 보수교육을 통해 중등교원 자격소지자를 초등교원으로 임용하는 중초임용에 반대해 전국교육대학생대표자협의회의 주도로 학사일정을 거부하고 약 4주간 동맹휴업에 들어간 사건이다.

## 배경
국민의 정부 초대 교육부 장관인 이해찬은 취임 후 여러 가지 교육 개혁 정책을 펼쳤다. 그 중 대표적인 것 하나가 1999년 실시된 교원정년을 65세에서 62세로 조정하는 내용의 교원정년 단축이다. 또 이로 인한 연금법 개정 파동과 함께 정년 퇴직자와 명예 퇴직자가 급증하면서 초등교원의 급격한 부족 사태가 발생했다.
이를 해결하기 위해 정년 퇴직, 명예 퇴직한 교사를 다시 기간제 교사로 채용하고 교과전담 교사라는 이름으로 중등교원 자격소지자를 보수교육을 통해 기간제 교사로 채용하기로 했는데, 추가로 중등교원 자격 소지자를 단시간의 보수교육을 통해 초등 교원 자격을 발급하는 방식으로 해결하고자 하였다.
전국교육대학생대표자협의회는 보수교육을 통한 중초임용이 교원의 전문성을 심각하게 훼손하고 초등 예비교사의 생존권을 위협한다고 판단해 전국 교육대학생들의 총동맹휴업을 통해 저항했다.

## 동맹휴업 진행
- 10월 6일 전국교대 동맹휴업을 위한 총투표를 실시해 (춘천교대는 7일) 10월 7일부터 한시적 동맹휴업에 돌입했다.[5]

- 10월 7일 전국 교육대학생 8,000여명이 서울교대에 집결해 1차 상경투쟁을 진행했다.

- 10월 8일 교육부와 명동에서 집회를 가지고, 명동에서 선전전을 진행했다. 교육부에 면담요청과 질의서를 제출했다.

- 10월 13일 일부 지구가 교육대책위 연대집회와 상경투쟁을 진행했다.

- 10월 14일 앞으로 중등교원 자격소지자의 초등교원 보수교육대상자 추가 선발은 없을 것으로 전망된다는 교육부의 회신이 공문으로 도착했다.

- 10월 22일 총투표를 통해 무기한 동맹휴업에 돌입했다.

- 10월 23일 '김대중 정권 교육정책 전면 수정을 위한 결의대회'의 슬로건으로 2차 상경투쟁을 진행했다.

- 11월 4일 교육부는 교원 부족으로 교대 졸업자 이외의 교원양성규정이 불가피 하며, 초등 교육 전문성 확보에 문제가 있을경우 개정을 검토하겠다는 내용의 답변서를 공문으로 교대협 의장에게 발송했고, 언론 보도를 통해 더 이상 보수교육하지 않을 것임을 밝혔다.

- 11월 8일 교대협은 투쟁을 정리하고 수업에 복귀하기로 결정했다.

### 교대 교수들과 연대
11월 11일 오후 전국교육대학교교수협의회연합회의 주도로 전국 교대 교수 260여명이 서울 세종문화회관 분수대 광장과 정부중앙청사 앞에서 보수교육 반대 집회를 진행했다.

## 결과
더 이상 이와같은 보수교육을 실시 하지 않는다는 것을 교육부의 공문을 통해 회신받았고 언론공개를 통해서도 확인 받았다.
(하지만 이 약속은 지켜지지 않아 2001년 전국교육대학생 총동맹휴업의 근거가 되었다.)

## 의의와 한계
정세에 대한 판단이 부족해 제대로 준비되지 못한 상황에서 사안에 맞춰 급하게 돌입한 총동맹휴업이었다. 실제 보수교육이 이루어질 것에 대한 정보 획득과 대응 전략이 사전에 이루어지지 못했고 이미 교육대학교에서 보수교육생들이 교육을 받고 있는 것을 보고 난 뒤에 상황 판단이 이루어졌다. 보수교육이 교직개방의 큰 흐름의 일부라는점을 정확히 정리하지 못하고 사안 자체에만 집중해 이부분에만 매몰되었다.
보수교육으로는 교원의 전문성을 담보할 수 없다는 사실을 사회적으로 확인받았다.
학생들의 교육투쟁 사상 처음으로 교육부 장관 면담이 이루어졌다.

## 참조
1. ↑  연금수령액 감소예상,일선교사들 무더기 명퇴신청 연합뉴스 1999년 3월 29일
2. ↑  중등교원은 사범대학과 교직이수 등 혼합형으로 교원을 양성 해오고 있었기에 교원자격 소지자가 충분했지만 사실상 교육대학에서만 목적형으로만 양성해온 초등교원은 자격 소지자 전체를 임용한다고 해도 수가 부족할 만큼 부족이 심각했다.
3. ↑  교원양성소와 보수교육 관련법은 1973년 이후로 사실상 사문화되어 있던 상태였으나 이때 다시 제도적 근간이 되었다.
4. ↑  교대생들 왜 수업 거부하나 연합뉴스 1999년 10월 7일
5. ↑  전국 교대생들 7일부터 동맹수업거부 연합뉴스 1999년 10월 5일
6. ↑  교대 교수들,초등교사 수급정책 철회 요구 집회 연합뉴스 1999년 11월 11일

## 같이 보기
- 전국교육대학생대표자협의회
- 2001년 전국교육대학생 총동맹휴업